# 平桟橋

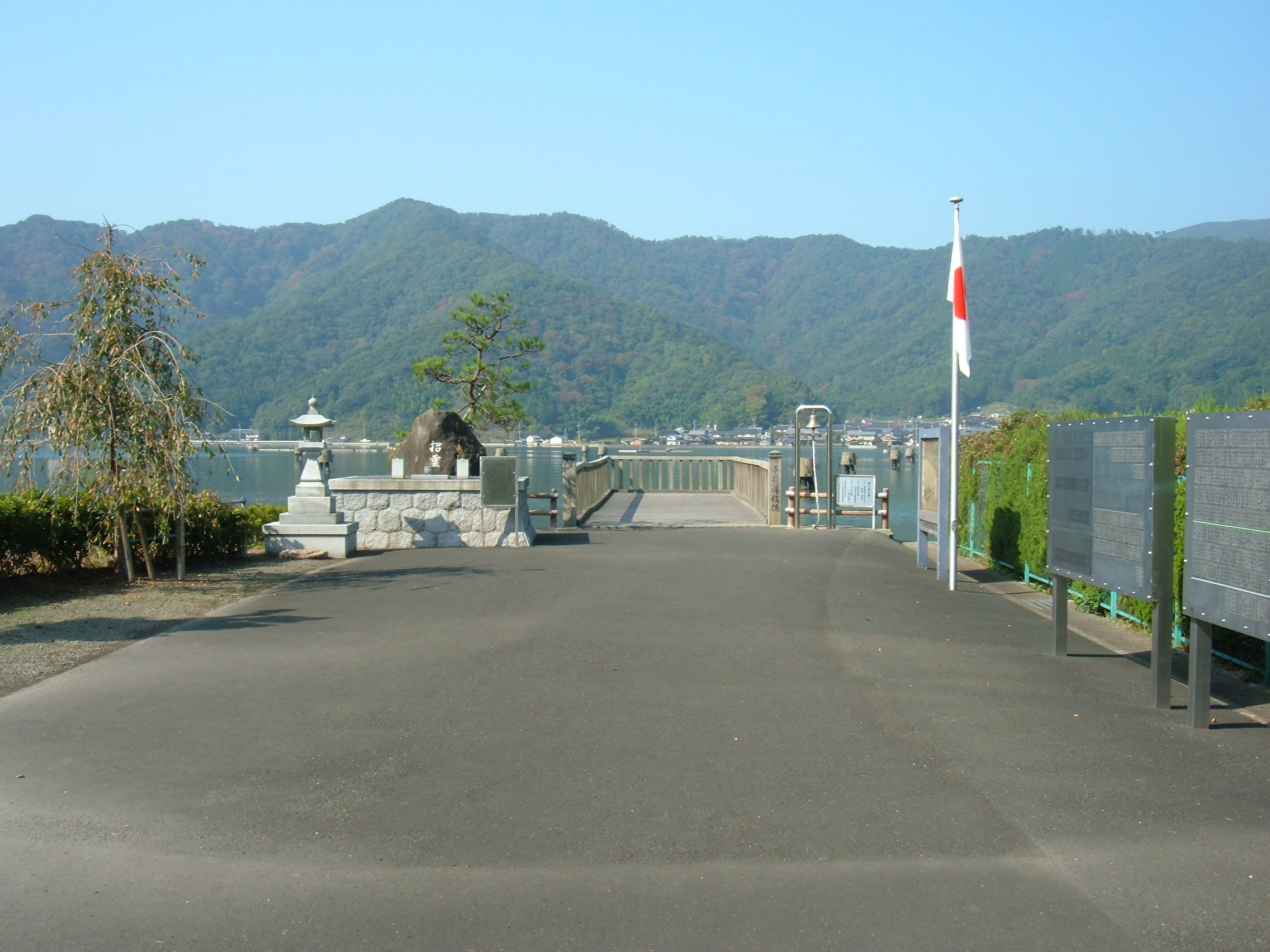
平桟橋（復元）

平桟橋（たいらさんばし）は舞鶴港にある桟橋。中国からの帰還者や、ソ連に不法抑留された引揚者が夢にまでみた祖国の土を踏んだ地である。引揚桟橋とも。

## 概要
太平洋戦争（大東亜戦争）が終結した当時、海外に残された日本人は660万人以上といわれ、その引揚げのために舞鶴港の他9港が指定され、引揚援護局を設置して業務を開始した。舞鶴港では当初は舞鶴西港が引揚げ港に指定されたが、ソ連地域からの引揚げが開始された1947年（昭和22年）には舞鶴東港の平桟橋へ変更され、その後13年にわたって多くの引揚者が祖国への一歩を平桟橋に記した。
平桟橋は1994年（平成6年）に復元されて記念碑が立っている。また引揚援護局の敷地は工業団地に転用され、敷地の南側の道路が平桟橋へのルートとなっている。
桟橋と川を挟んだ南側の丘の上には引揚の記録を残した舞鶴引揚記念館がある。

## アクセス

### 鉄道・バス
- JR東舞鶴駅より、京都交通の路線バス三浜線もしくは田井・野原線で約15分、「中田」バス停下車徒歩約10分

### 車
- 舞鶴若狭自動車道・舞鶴東インターチェンジより、京都府道28号小倉西舞鶴線、(京都府道51号舞鶴和知線)、国道27号を経て京都府道・福井県道21号舞鶴野原港高浜線を大浦半島方面へ約20分。